# Lekwiltok

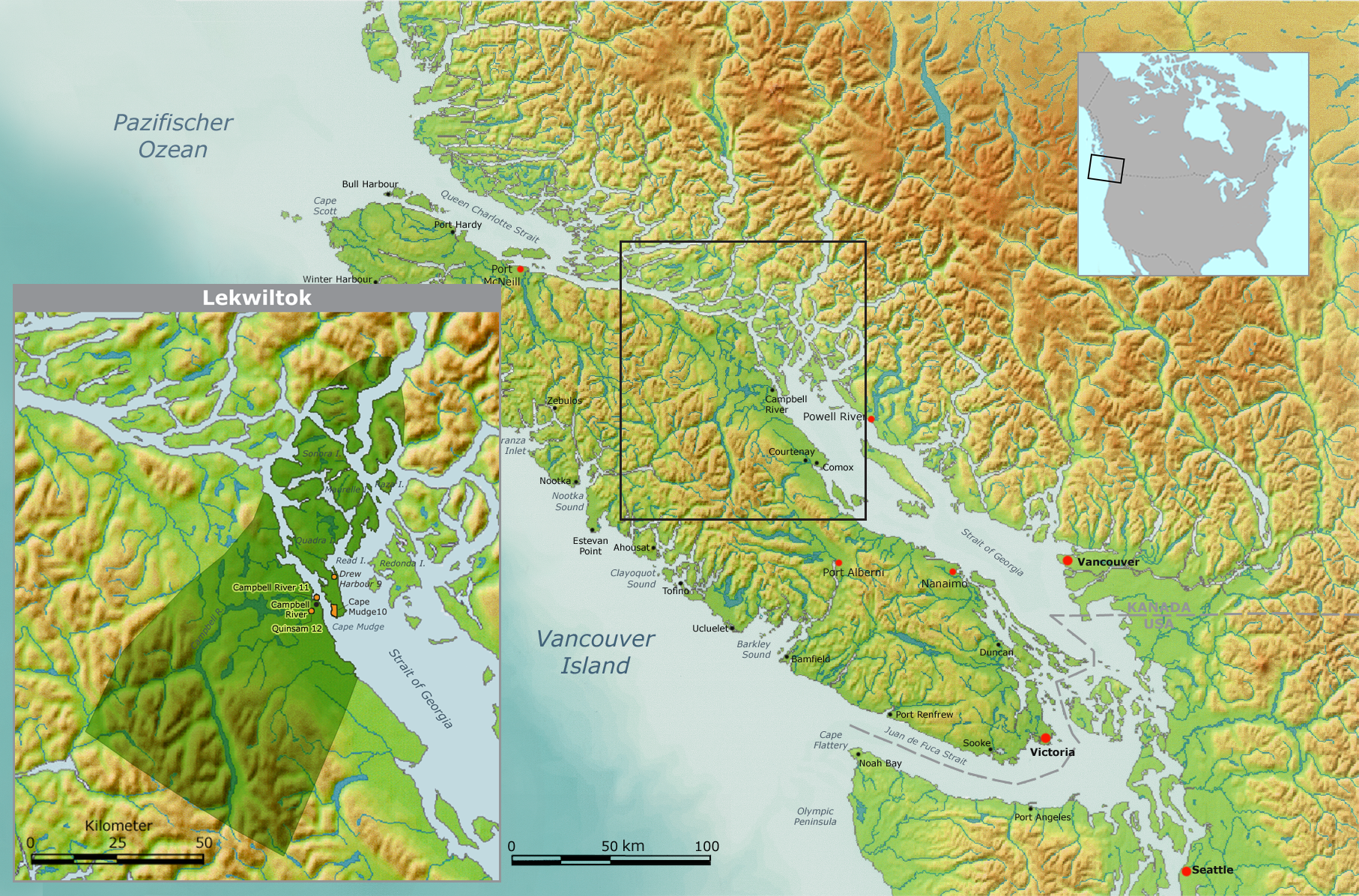
Traditionelles Territorium der Lekwiltok und heutige Reservate (orange)

Die Lekwiltok oder Laich-kwil-tach sind eine der kanadischen First Nations in der Provinz British Columbia. Sie leben im Norden von Vancouver Island und auf dem gegenüber liegenden Festland. Die beiden Hauptgruppen sind die Wei Wai Kai (Cape Mudge Band) und die Wei Wai Kum bei Campbell River. Sie sprechen die Kwakiutl-Sprache aus dem Wakash-Sprachstamm, ihr Dialekt ist das Likwala.
Zur heutigen Kwakiutl Laich-Kwil-Tach Nations Treaty Society gehören sechs Stämme, die Mamaleleqala Que`Qua`Sot`Enox, die Tlowitsis-Mumtagila, die We Wai kai (Cape Mudge), die We Wai kum (Campbell River), dazu die Kwiakah und die K`ómoks, ursprünglich ein Stamm der Küsten-Salish.
Die Bezeichnung Laich-kwil-tach rührt von einem großen Meereswurm, der nur schwer zu töten war, daher bedeutet der Name „nicht zu tötendes Ding“.

## Geschichte

### Kontakt mit Europäern
Zum ersten bekannten Kontakt mit Europäern kam es 1786 durch James Charles Stuart Strange, einem britischen Händler. Er konnte allerdings nur Pelze fragwürdiger Qualität erwerben und auch sein Geschäft mit dem Elfenbein der Seelöwen war ein Fehlschlag. 1792 trafen Robert Gray, George Vancouver und die Spanier Dionisio Alcala Galiano und Cayetano Valdés auf die Laich-Kwil-Tach.
Die Lekwiltok an der Johnstone Strait gelangten durch den Handel mit den Völkern an der Westküste von Vancouver Island, vor allem der Tla-o-qui-aht und der Mowachaht, bereits in den 1780/1790er Jahren an Gewehre. Mit diesen Waffen attackierten sie in weit ausgreifenden Fahrten die Stämme der Küsten-Salish bis hinunter zum Puget Sound. Diese fanden sich immer wieder zu großen Koalitionen zusammen, um die Angriffe abzuwehren und um Gegenangriffe zu unternehmen.
Als die Hudson’s Bay Company 1827 neue Handelsposten bei Fort Langley am unteren Fraser River und 1833 im Puget Sound errichtete, gerieten sie nicht nur in diese umfassenden Kriege, sondern zogen auch die Händler aller Stämme an. Es kam zu Handelsallianzen. Ende der 1830er Jahre verbündeten sich die Lekwiltok mit ihren nördlichen Nachbarn und unternahmen den Fraser aufwärts bis Yale und bis zum Puget Sound Raubzüge – unter Umgehung von Fort Langley. 1838 gelang es den Lewiltok im Bündnis mit den Musqueam, den Pelzhandel von Fort Langley teilweise zu kontrollieren. So verlagerten sie gemeinsam mit verschiedenen Salish-Stämmen ihre Bemühungen weiter nach Norden, wo sie in Fort Simpson die doppelten Preise für Biberpelze erzielten.
James Douglas schrieb: „Der Handel in Fort Langley war in jeder Hinsicht nicht so prosperierend in dieser Saison, wie gewöhnlich. Der Pelzhandel hat durch die Einmischung der Colquilts [Lekwiltok]..., denen es durch freundliche Kontakte mit den Musquiam, die an der Mündung des Fraser wohnen, gelungen ist, den Handel in eine andere Richtung zu lenken...“
In den 1840er Jahren okkupierten die Lekwiltok das Gebiet der Comox, andere Stämme zogen es vor, nach Süden zu fliehen. Um 1849 gingen die Salish zum Gegenangriff über und richteten umfassende Zerstörungen um Port Newill/Salmon River nördlich von Comox an. Schließlich unterlagen die Lekwiltok einer Allianz der Salish-Stämme in der Schlacht in der Maple Bay, unweit Duncan.
An den Überfällen der Lekwiltok hatten die Haida nur zwischen 1853 und 1862 Anteil. Ab 1853 erschienen sie zum Handeln vor Victoria, attackierten aber auch die Cowichan und Nanaimo. Mit der großen Pockenepidemie von 1862 hörten die Angriffe schlagartig auf.
Eine Folge dieser Angriffe war, dass die Comox bei Courtenay die Sprache der Sieger, das Kwak'wala übernahmen. Währenddessen behielten die verwandten Stämme der Sliammon und Homalco das K'omox bei. Umgekehrt haben viele der Wewaykum in Campbell River Comox-Vorfahren, während die Weewaikai eher mit den nördlichen Stämmen an der Queen Charlotte Strait verwandt sind. Diese Stammesgruppe wurde im Zusammenhang mit ihren gewaltigen Potlatches unter dem Namen „Kwakiutl“ bekannt.
Insgesamt blieben die südlichen Kwakiutl von den nördlichen Nachbarn separiert, die als Kwakwaka'wakw bezeichnet werden, also als Kwak'wala-Sprecher. Die nördlichen Kwaiutl oder Kwagu'ł von Fort Rupert stehen wiederum den südlichen Kwakiutl näher. Die Bezeichnung Kwakiutl ist also ein schillernder Begriff mit wechselnden Bedeutungen.
Die Homayno am Loughborough Inlet vereinigten sich vor den 1830er Jahren mit den Wei Wai Kum. Bereits um 1850 waren die Tlaaluis fast ausgestorben, so dass die Reste von den Kwiakah aufgenommen wurden. Die Hahamatsees oder Walitsum zogen nach 1900 aus ihrer Heimat am Salmon River zu den K`ómoks.
Zu den „Kwakiutl“ zählte man früher rund 30 ethnische Gruppen. Zu diesen wurden oftmals fälschlicherweise auch die Laich-Kwil-Tach und die K`ómoks gezählt. Die als Kwakiutl bezeichneten Gruppen leben jedoch nördlich des Salmon Rivers. Die südlich lebenden gehören zu den Laich-Kwil-Tach und K`ómoks.

### Siedler
1881 lebten vierzig Siedler im Gebiet der Kwiakutl, Laich-Kwil-Tac und K`ómoks, 1901 waren es bereits 650 und bis 1921 stieg die Zahl auf über 5.000. Zwischen 1881 und 1929 entstanden zehn Lachs-Konservenfabriken und 1924 gab es 56 Holzunternehmen. Die „Kwakiutl“ verminderten sich hingegen vom Beginn des europäischen Kontakts bis 1928 auf 4.500. Bis 1986 stieg ihre Zahl wieder auf 19.125 einschließlich der Laich-Kwil-Tach und K`ómoks.
Die Kwiakah blieben am Phillips Arm und die Tlaaluis zogen nach Arran Rapids, vereinigten sich aber nach den großen Epidemien wieder. Um 1910 lebten nur noch zehn Kwiakak am Phillips Arm und um 1930 zogen die beiden letzten von ihnen an den Campbell River.

## Reservat
Die We Wai Kai oder Cape Mudge besitzen 5 Reservate mit insgesamt 702 ha. Sie leben in Cape Mudge (444,6 ha), Quinsam 12 (116,3 ha), Drew Harbour (94 ha) und in zwei Reservaten auf Quadra Island mit zusammen 8,2 ha. Im Oktober 2014 zählten genau 1094 Menschen zu ihnen, davon lebten 361 im eigenen, 31 in anderen Reservaten, 2 auf keinem Stamm zugeordnetem Kronland, dazu kamen 700 außerhalb der Reservate.
Die Wei Wai Kum oder Campbell River besitzen 4 Reservate (174,4 ha) bei Campbell River, davon ist das größte Campbell River mit 111,5 ha. Zu ihnen wurden im Oktober 2014 genau 788 Menschen gerechnet, davon lebten 354 im Reservat, 34 in anderen Reservaten, 400 außerhalb der Reservate.
Die Kwiakah besitzen nur 2 Reservate (67,5 ha), doch sie haben ihre Reservat verlassen. Die verbliebenen Walitsum wollen sich wohl mit den K`ómoks vereinigen. Die Laich-Kwil-Tach sind Mitglieder der Kwakiutl Laich-Kwil-Tach K`ómoks Nationen Vertragsgemeinschaft und nehmen am British Columbia Treaty Prozess teil.

## Stammesrat
Der Kwakiutl District Council vertritt die zehn Stämme der Campbell River, Cape Mudge, Comox, der Da'naxda'xw First Nation, Gwa'Sala-Nakwaxda'xw, Kwakiutl, Kwiakah, der Mamalilikulla-Qwe'Qwa'Sot'Em, Quatsino und Tlatlasikwala.